# 《走出韓妝教室》香港篇
《走出韓妝教室》香港篇，為香港myTV SUPER 首個合拍節目，聯同CJ E&M HK和tvN Originals協力製作，於2018年12月17日推出的美妝節目。節目由韓國潮模Irene、黃翠如共同主持，還特別安排韓國專業美妝師Subin Kim專程由韓國來香港參與拍攝。節目保留了《韓妝教室》的經典環節Talking Mirror，亦增設「What's in your bag」欄，黃翠如和Irene會去到香港不同地方，隨機搜查途人的化妝袋。 香港由myTV SUPER 率先點播。

## 各集內容
| 集數 | 播放日期       | 主題         | 嘉賓         |
| ---- | -------------- | ------------ | ------------ |
| 1    | 2018年12月17日 | 韓妝潮流     | 陳凱琳       |
| 2    | 2018年12月22日 | 派對妝容     | Richard Juan |
| 3    | 2018年12月29日 | 天然產品     | 陳敏之       |
| 4    | 2019年1月5日   | 性價比高產品 |              |

## 外部連結
- 官方網站[] 香港